# Nekrolog 2. Quartal 1905
Nekrolog
◄◄
| ◄
| 1901
| 1902
| 1903
| 1904
| 1905 | 1906 | 1907 | 1908 | 1909 | ► | ►►
1. Quartal |
2. Quartal |
3. Quartal |
4. Quartal 1905
Weitere Ereignisse | Allgemeiner Nekrolog 1905
Die Beschreibung der verstorbenen Person sollte so kurz wie möglich gehalten sein und nur deren signifikante Tätigkeit(en) enthalten.
Neue Namen ggf. auch unter dem Geburts- und Sterbedatum, also etwa unter 1. Januar und im Geburts- und Sterbejahr (2024) eintragen (nur bei entsprechender großer Wichtigkeit). Für Beispiele siehe die schon vorhandenen Artikel.
Außerdem über die fünf zuletzt Verstorbenen, zu denen es einen ausreichend guten Artikel für eine Präsentation auf der Hauptseite gibt, nach der todesbedingten Überarbeitung der Artikel ggf. auch unter Wikipedia Diskussion:Hauptseite informieren und sie am besten auch in den anderen Wikipedia-Sprachversionen eintragen. Tipp: Regelmäßig bei news.google.de nach „ist tot“, „gestorben“ oder „verstorben“ suchen.
Wenn eine Person gestorben ist, gibt es viele Seiten zu dieser Person in der Wikipedia, die davon auch betroffen sind und entsprechend aktualisiert werden müssen. Beispiele: Namenübersichtsseite, Geburtsjahr, Geburtsort-Seiten und viele mehr.
Wie finde ich die betroffenen Seiten?
Im Suchfeld auf der linken Seite gibt man den Suchbegriff so ein: „Vorname Nachname“. Dann klickt man auf Volltext und alle Seiten mit entsprechendem Suchtext werden aufgerufen. Hier sieht man dann schnell, wo auch das Todesjahr Sinn macht oder sogar ein Teil des Artikels angepasst werden muss. Auch hilft das „Werkzeug“ auf der linken Seite sehr gut, um solche Seiten aufzufinden: „Links auf diese Seite“. Somit ist die Wikipedia wieder aktuell in allen Bereichen! Hinweis: bei Eintragung der Kategorie „Gestorben JAHR“ wird der Missbrauchsfilter 49 ausgelöst, was jedoch nicht schlimm ist. Siehe: Spezial:Missbrauchsfilter/49
Dies ist eine Liste von im zweiten Quartal 1905 verstorbenen bekannten Persönlichkeiten. Die Einträge erfolgen innerhalb der einzelnen Daten alphabetisch sortiert. Tiere sind im Nekrolog für Tiere zu finden.

## April
| Tag       | Name                                            | Beruf, bekannt als | Alter | Beleg |
| --------- | ----------------------------------------------- | --- | ----- | ----- |
| 1. April  | Joseph Stephan Kauser                           | ungarisch-amerikanischer Architekt und Bauingenieur                                                                              | 74    |       |
| 1. April  | Ferdinand Wallbrecht                            | deutscher Architekt, Bauunternehmer und Politiker (NLP), MdR                                                                     | 64    |       |
| 2. April  | Paul Behrend                                    | deutscher Agrikulturchemiker | 51    |       |
| 2. April  | Helene von Beniczky-Bajza                       | ungarische Schriftstellerin | 64    |       |
| 2. April  | Gustave Delahante                               | französischer Ingenieur und Eisenbahnunternehmer                                                                                 | 88    |       |
| 2. April  | Hjalmar Munsterhjelm                            | finnischer Landschaftsmaler | 64    |       |
| 4. April  | Richard Heinzel                                 | österreichischer germanistischer Mediävist                                                                                       | 66    |       |
| 4. April  | Joseph Berkowitz Kohn                           | Kaufmann, Lehrer und Politiker                                                                                                   | 63    |       |
| 4. April  | Constantin Meunier                              | belgischer Bildhauer und Maler                                                                                                   | 73    |       |
| 4. April  | Hermann Windesheim                              | deutscher Fabrikant und Kommerzienrat                                                                                            | 67    |       |
| 4. April  | Paul von Winterfeld                             | deutscher Hochschullehrer und Mitbegründer der Mittellateinischen Philologie sowie Mitarbeiter der Monumenta Germaniae Historica | 32    |       |
| 6. April  | Henry Benedict Medlicott                        | irischer Geologe | 75    |       |
| 7. April  | Robert de Bonnières                             | französischer Schriftsteller | 55    |       |
| 7. April  | John Budd Phear                                 | britischer Kolonialbeamter und Anthropologe                                                                                      | 80    |       |
| 7. April  | Julius von Westernhagen                         | deutscher Generalmajor | 76    |       |
| 8. April  | Cullen Andrews Battle                           | General der Konföderierten Staaten im Amerikanischen Bürgerkrieg                                                                 | 75    |       |
| 8. April  | Johann Mathias von Holst                        | baltisch-deutscher Architekt | 65    |       |
| 8. April  | Heinrich Schlieper                              | deutscher Unternehmer und Politiker (NLP), MdR                                                                                   | 78    |       |
| 8. April  | Josip Juraj Strossmayer                         | Politiker im damaligen Österreich-Ungarn und katholischer Theologe                                                               | 90    |       |
| 9. April  | Frederic Augustus Thesiger, 2. Baron Chelmsford | britischer General und Oberbefehlshaber der Briten im Zulukrieg                                                                  | 77    |       |
| 9. April  | Sarah Chauncey Woolsey                          | amerikanische Kinderbuchautorin                                                                                                  | 70    |       |
| 10. April | Martin Garlieb Amsinck                          | deutscher Schiffbauer, Reeder und Politiker, MdHB                                                                                | 73    |       |
| 11. April | Nicolas Pike                                    | US-amerikanischer Diplomat und Naturforscher                                                                                     | 87    |       |
| 12. April | Franz Bender                                    | deutscher Maler | 32    |       |
| 12. April | Ettore de Champs                                | italienischer Pianist und Komponist                                                                                              | 69    |       |
| 12. April | Giuseppe Gariboldi                              | italienischer Flötist und Komponist                                                                                              | 72    |       |
| 13. April | Emil Cohen                                      | deutscher Mineraloge und Petrograph                                                                                              | 62    |       |
| 13. April | Charles Renard                                  | Erbauer von Luftschiffen | 57    |       |
| 14. April | Halbert E. Paine                                | US-amerikanischer Politiker und General im Unionsheer                                                                            | 79    |       |
| 15. April | Friedrich Faller                                | deutscher Gastwirt und Politiker (NLP), MdR                                                                                      | 48    |       |
| 15. April | John Palmer                                     | US-amerikanischer Politiker | 63    |       |
| 15. April | Eduard Pape                                     | deutscher Theater-, Dekorations- und Landschaftsmaler                                                                            | 88    |       |
| 16. April | John Horne                                      | schottischer Botaniker und Pflanzensammler                                                                                       | 70    |       |
| 16. April | Obata Tokujirō                                  | japanischer Gelehrter, Erzieher, Reformator                                                                                      | 62    |       |
| 16. April | Otto Wilhelm von Struve                         | deutscher Astronom | 85    |       |
| 16. April | Heinrich Velde                                  | deutscher Architekt und Baubeamter                                                                                               | 77    |       |
| 17. April | Karl Gutbrod                                    | deutscher Jurist | 61    |       |
| 18. April | Fitzhugh Lee                                    | US-amerikanischer Offizier, Politiker und Diplomat, General der Konföderierten im Sezessionskrieg                                | 69    |       |
| 18. April | Enoch Mankayi Sontonga                          | südafrikanischer Komponist und Methodist                                                                                         |       |       |
| 18. April | Juan Valera                                     | spanischer Schriftsteller | 80    |       |
| 19. April | Carl Börner                                     | deutscher Bildhauer | 76    |       |
| 19. April | Saturnino Lizano Gutiérrez                      | Präsident Costa Ricas | 78    |       |
| 20. April | Gustav Bardey                                   | Gärtner, deutscher Kurdirektor und Pionier des Fremdenverkehrs                                                                   | 79    |       |
| 20. April | Natalie Eschborn                                | deutsche Theaterschauspielerin und Sängerin (Sopran)                                                                             | 68    |       |
| 20. April | Hedwig Raabe                                    | deutsche Schauspielerin | 60    |       |
| 20. April | Moritz Seyerl                                   | österreichischer Werksdirektor und Politiker, Landtagsabgeordneter                                                               | 84    |       |
| 21. April | William W. Armstrong                            | US-amerikanischer Drucker, Redakteur und Politiker                                                                               | 72    |       |
| 21. April | John Grieg                                      | norwegischer Verleger | 48    |       |
| 21. April | Meyer Kayserling                                | jüdischer Gelehrter | 75    |       |
| 21. April | Andreas Kornhuber                               | österreichischer Naturhistoriker und Hochschullehrer                                                                             | 80    |       |
| 21. April | Orville H. Platt                                | US-amerikanischer Politiker | 77    |       |
| 21. April | Alexander Tondeur                               | deutscher Bildhauer | 75    |       |
| 22. April | Julius Kniese                                   | deutscher Chorleiter, Dirigent, Musikdirektor in Aachen und Festspielleiter in Bayreuth                                          | 56    |       |
| 23. April | Heinrich Eichstädt                              | deutscher Schachkomponist | 81    |       |
| 23. April | Anna de La Grange                               | französische Opernsängerin (Sopran)                                                                                              | 79    |       |
| 23. April | Karl Komzák junior                              | österreichisch-tschechischer Komponist                                                                                           | 54    |       |
| 23. April | Gédéon Ouimet                                   | kanadischer Politiker | 81    |       |
| 23. April | Eduard Rabensteiner der Ältere                  | österreichischer Tänzer | 65    |       |
| 24. April | Hermine Gartner                                 | österreichische Malerin | 58    |       |
| 24. April | Friedrich Ludwig von Geß                        | deutscher Politiker (DP), MdR | 76    |       |
| 24. April | Karl Hiller                                     | deutscher Strafrechtler; Hochschullehrer in Czernowitz und Graz                                                                  | 58    |       |
| 24. April | Heinrich von Lehndorff                          | preußischer Offizier, zuletzt General der Kavallerie                                                                             | 76    |       |
| 24. April | John M. Pinckney                                | US-amerikanischer Politiker | 59    |       |
| 24. April | Iwan Sarbakow                                   | Wojewode, Tschetnik |       |       |
| 25. April | Samuel Siegfried Karl von Basch                 | österreichischer Arzt, Leibarzt von Maximilian von Mexiko                                                                        | 67    |       |
| 26. April | Wilhelm von Bossi-Fedrigotti                    | österreichischer Jurist, Politiker und Landeshauptmann von Tirol                                                                 |       |       |
| 27. April | Eugen Birzer                                    | deutscher Maler | 57    |       |
| 27. April | Julius von Eichel-Streiber                      | deutscher Rittergutsbesitzer und Stifter                                                                                         | 85    |       |
| 27. April | Wilhelm Hauers                                  | deutscher Architekt | 69    |       |
| 27. April | Alvin Hawkins                                   | US-amerikanischer Politiker | 83    |       |
| 27. April | Nikola Karew                                    | Vorsitzender der Republik Kruševo                                                                                                | 27    |       |
| 27. April | Karl Kaufmann                                   | österreichischer Landschafts- und Architekturmaler                                                                               |       |       |
| 27. April | Jakob Krall                                     | österreichischer Ägyptologe | 47    |       |
| 28. April | Andrea Aiuti                                    | italienischer Geistlicher, Kurienkardinal der römisch-katholischen Kirche                                                        | 55    |       |
| 28. April | Conrad Eckhard                                  | deutscher Physiologe | 83    |       |
| 29. April | Georg Bock von Wülfingen                        | deutscher Verwaltungsjurist | 82    |       |
| 29. April | Pawel Alexandrowitsch Wiskowatow                | russischer Literaturhistoriker und Librettist                                                                                    | 62    |       |
| 30. April | Charles Henri Joseph Cordier                    | französischer Bildhauer | 77    |       |
| 30. April | Heinrich Epler                                  | deutscher Bildhauer | 58    |       |
| 30. April | Robert Craig Kent                               | US-amerikanischer Politiker | 76    |       |
| 30. April | John H. Pugh                                    | US-amerikanischer Politiker | 77    |       |

## Mai
| Tag     | Name                                | Beruf, bekannt als | Alter | Beleg |
| ------- | ----------------------------------- | --- | ----- | ----- |
| 2. Mai  | Traugott von Baudissin              | deutscher Verwaltungsjurist, Landrat und Regierungspräsident                                                          | 73    |       |
| 2. Mai  | Wilhelm Brehmer                     | Senator und Bürgermeister der Hansestadt Lübeck                                                                       | 76    |       |
| 2. Mai  | Bruno Brückner                      | deutscher Geistlicher, protestantischer Theologe                                                                      | 80    |       |
| 2. Mai  | Siegmund Fischl                     | österreichischer Unternehmer                                                                                          | 57    |       |
| 2. Mai  | Reinhold Röhricht                   | deutscher Kreuzzug-Historiker                                                                                         | 62    |       |
| 3. Mai  | Otto Kreyher                        | deutscher Maler | 68    |       |
| 3. Mai  | James Sutherland                    | Politiker der Liberalen Partei Kanadas                                                                                | 55    |       |
| 3. Mai  | George Montague Wheeler             | US-amerikanischer Entdecker                                                                                           | 62    |       |
| 4. Mai  | Milton I. Southard                  | US-amerikanischer Politiker                                                                                           | 68    |       |
| 5. Mai  | Carl Lueg                           | deutscher Unternehmer, Vorstandsvorsitzender der Gutehoffnungshütte                                                   | 71    |       |
| 5. Mai  | Ernst Pauer                         | österreichischer Pianist, Komponist und Musikpädagoge                                                                 | 78    |       |
| 5. Mai  | William M. Robbins                  | US-amerikanischer Politiker                                                                                           | 76    |       |
| 6. Mai  | Friedrich von Schierstaedt          | deutscher Rittergutsbesitzer, Stiftungskurator und Parlamentarier                                                     | 79    |       |
| 7. Mai  | Max von Pohl                        | deutscher Politiker                                                                                                   |       |       |
| 7. Mai  | Viktor Wolf von Glanvell            | österreichischer Bergsteiger                                                                                          | 33    |       |
| 8. Mai  | Alexander Barclay de Tolly-Weymarn  | deutsch-baltischer Offizier, zuletzt kaiserlich-russischer General der Infanterie                                     | 80    |       |
| 9. Mai  | Ann Maria Reeves Jarvis             | US-amerikanische Mutter des Muttertages                                                                               | 72    |       |
| 9. Mai  | J. Hale Sypher                      | US-amerikanischer Politiker                                                                                           | 67    |       |
| 11. Mai | Vincent Deckers                     | deutscher Maler | 40    |       |
| 11. Mai | Hendrik Adriaan Christiaan Dekker   | niederländischer Porträt- und Genremaler, sowie Zeichner, Lithograf und Radierer                                      | 68    |       |
| 11. Mai | Zefyrinus Namuncurà                 | Seliger der Don-Bosco-Familie                                                                                         | 18    |       |
| 11. Mai | Thorvald Niss                       | dänischer Porzellan-, Landschafts- und Marinemaler sowie Grafiker                                                     | 63    |       |
| 11. Mai | Josef Strobach                      | österreichischer Politiker (CS), Wiener Bürgermeister                                                                 | 52    |       |
| 12. Mai | Mila Kupfer-Berger                  | österreichische Sängerin                                                                                              | 52    |       |
| 12. Mai | Gottfried Schneider                 | deutscher Jurist und Politiker (NLP), MdR                                                                             | 57    |       |
| 13. Mai | Karl Lentzner                       | deutscher Anglist und Erzieher                                                                                        | 62    |       |
| 14. Mai | Thomas James Churchill              | US-amerikanischer Politiker, Gouverneur, Generalmajor im konföderierten Heer                                          | 81    |       |
| 14. Mai | Robert Lefèvre                      | preußischer Kommunalpolitiker                                                                                         | 61    |       |
| 15. Mai | John Baptiste Calkin                | englischer Komponist, Organist und Musikpädagoge                                                                      | 78    |       |
| 15. Mai | Georg Duerig                        | deutscher Forstmeister und Politiker, MdR                                                                             | 82    |       |
| 15. Mai | Arnold Deschwanden                  | Schweizer Politiker                                                                                                   | 58    |       |
| 15. Mai | Albert J. Pearson                   | US-amerikanischer Politiker                                                                                           | 58    |       |
| 15. Mai | Adolf Schulz-Evler                  | polnischer Pianist und Komponist                                                                                      | 52    |       |
| 15. Mai | Josiah T. Walls                     | US-amerikanischer Politiker                                                                                           | 62    |       |
| 16. Mai | Albert von Escher                   | Schweizer Militärmaler                                                                                                | 71    |       |
| 16. Mai | Philibert Vrau                      | französischer Industrieller und katholischer Mäzen, Organisator des ersten Internationalen Eucharistischen Kongresses | 75    |       |
| 18. Mai | Albert Hilger                       | deutscher Pharmakologe und Chemiker                                                                                   | 66    |       |
| 18. Mai | Henrik Jørgen Huitfeldt-Kaas        | norwegischer Genealoge, Heraldiker und Archivar                                                                       | 71    |       |
| 20. Mai | Ludwig Schrank                      | österreichischer Fotograf, Fachschriftsteller und Komponist                                                           | 76    |       |
| 21. Mai | Walter E. Bryant                    | amerikanischer Ornithologe und Mammaloge                                                                              | 44    |       |
| 21. Mai | Eugen Gugel                         | deutscher Architekt und Hochschullehrer                                                                               | 73    |       |
| 21. Mai | Émile Jonas                         | französischer Komponist und Kantor                                                                                    | 78    |       |
| 21. Mai | Maximilian von Kerckerinck zur Borg | preußischer Verwaltungsjurist                                                                                         | 75    |       |
| 21. Mai | Adolf Nickol                        | deutscher Maler | 81    |       |
| 22. Mai | Ferdinand Scipio                    | deutscher Unternehmer und Politiker (NLP), MdR                                                                        | 67    |       |
| 23. Mai | Iwan Platonowitsch Kaljajew         | russischer Dichter, Terrorist und Mitglied der Sozialrevolutionäre                                                    | 27    |       |
| 23. Mai | Moritz Stifter                      | österreichischer Genremaler                                                                                           | 47    |       |
| 24. Mai | Dmitri Gustawowitsch von Fölkersahm | russischer Admiral | 59    |       |
| 24. Mai | Cord Hachmann                       | deutscher Theaterschauspieler und -regisseur                                                                          | 57    |       |
| 24. Mai | Amalie Schönchen                    | Gesangssoubrette (Mezzosopran) und Volksschauspielerin                                                                | 68    |       |
| 24. Mai | Charles Henry Webb                  | amerikanischer Erfinder, Schriftsteller, Journalist und Verleger                                                      | 71    |       |
| 25. Mai | Franz Joseph Lederle                | deutscher Zeichner und Landschaftsmaler                                                                               | 78    |       |
| 25. Mai | John O’Neill                        | US-amerikanischer Politiker                                                                                           | 82    |       |
| 26. Mai | Sawwa Timofejewitsch Morosow        | russischer Kaufmann                                                                                                   | 43    |       |
| 26. Mai | Alphonse de Rothschild              | französischer Bankier                                                                                                 | 78    |       |
| 27. Mai | Ottilie Bach                        | deutsche Schriftstellerin                                                                                             | 68    |       |
| 27. Mai | Constantin zu Stolberg-Wernigerode  | deutscher Politiker                                                                                                   | 61    |       |
| 27. Mai | Bruno von Vietinghoff               | russischer Kapitän | 55    |       |
| 28. Mai | James Cochrane                      | kanadischer Politiker                                                                                                 | 52    |       |
| 28. Mai | Ernst Danz                          | deutscher Pädagoge und Naturschützer                                                                                  | 82    |       |
| 28. Mai | Friedrich Junge                     | deutscher Reformpädagoge und Biologe                                                                                  | 72    |       |
| 28. Mai | Balduin Möllhausen                  | deutscher Reisender und Schriftsteller                                                                                | 80    |       |
| 28. Mai | Emanuel W. Wilson                   | US-amerikanischer Politiker                                                                                           | 60    |       |
| 29. Mai | István Keglevich                    | ungarischer Politiker und Intendant                                                                                   | 64    |       |
| 29. Mai | Nikolai Wiktorowitsch Jung          | russischer Offizier                                                                                                   | 49    |       |
| 29. Mai | William McDougall                   | kanadischer Politiker                                                                                                 | 83    |       |
| 29. Mai | Heinrich Christian Schwan           | deutsch-amerikanischer lutherischer Theologe                                                                          | 86    |       |
| 29. Mai | Francisco Silvela Le Vielleuze      | Ministerpräsident von Spanien                                                                                         | 61    |       |
| 30. Mai | Albert Ellmenreich                  | deutscher Schauspieler und Schriftsteller                                                                             | 89    |       |
| 30. Mai | Carl Mosler                         | deutscher Verwaltungsjurist in Preußen                                                                                | 36    |       |
| 30. Mai | Emil Volkers                        | deutscher Pferde- und Genremaler der Münchner und Düsseldorfer Schule                                                 | 74    |       |
| 31. Mai | Emil Arnoldt                        | deutscher Philosoph in Königsberg                                                                                     | 77    |       |
| 31. Mai | John M. Mitchell                    | US-amerikanischer Jurist und Politiker                                                                                | 47    |       |
| 31. Mai | Michael N. Nolan                    | US-amerikanischer Politiker                                                                                           | 72    |       |
| 31. Mai | Franz Strauss                       | deutscher Hornist und Komponist                                                                                       | 83    |       |
| 31. Mai | Constantin Uhde                     | deutscher Architekt und Hochschullehrer                                                                               | 69    |       |

## Juni
| Tag      | Name                              | Beruf, bekannt als                                                                                    | Alter | Beleg |
| -------- | --------------------------------- | --- | ----- | ----- |
| 1. Juni  | Émile Delahaye                    | französischer Unternehmer, Automobilpionier und Gründer der Automarke Delahaye                        | 61    |       |
| 1. Juni  | Robert Wilkinson Furnas           | US-amerikanischer Politiker                                                                           | 81    |       |
| 1. Juni  | Heinrich Lahmann                  | deutscher Arzt und Naturheiler                                                                        | 45    |       |
| 1. Juni  | Giovanni Battista Scalabrini      | Theologe, Bischof und Ordensgründer                                                                   | 65    |       |
| 1. Juni  | Paul von Schanz                   | deutscher römisch-katholischer Theologe und Hochschullehrer                                           | 64    |       |
| 1. Juni  | Gerhard Stötzel                   | deutscher Politiker (Zentrum), MdR                                                                    | 69    |       |
| 1. Juni  | Eisik Hirsch Weiss                | jüdischer Gelehrter, Talmudforscher, Historiker                                                       | 90    |       |
| 2. Juni  | Karl Boekmann                     | deutscher Verwaltungsjurist                                                                           | 79    |       |
| 2. Juni  | Wilhelm Feldmann                  | deutscher Ingenieur                                                                                   | 51    |       |
| 2. Juni  | Benjamin F. Marsh                 | US-amerikanischer Politiker                                                                           |       |       |
| 2. Juni  | Heinrich Wessel                   | deutscher Kaufmann und Unternehmer in der Zementindustrie                                             | 67    |       |
| 3. Juni  | Pierre Théoma Boisrond-Canal      | Präsident von Haiti                                                                                   | 72    |       |
| 3. Juni  | Samuel W. Moulton                 | US-amerikanischer Politiker                                                                           | 84    |       |
| 3. Juni  | Hudson Taylor                     | britischer christlicher Missionar in China                                                            | 73    |       |
| 4. Juni  | Gaston d’Audiffret-Pasquier       | französischer Politiker                                                                               | 81    |       |
| 4. Juni  | John C. Churchill                 | US-amerikanischer Jurist und Politiker                                                                | 84    |       |
| 4. Juni  | Albert Löschhorn                  | deutscher Komponist, Pianist und Klavierpädagoge                                                      | 85    |       |
| 4. Juni  | Orla Rosenhoff                    | dänischer Komponist und Musikpädagoge                                                                 | 60    |       |
| 5. Juni  | Otto von Franklin                 | deutscher Rechtshistoriker und Hochschullehrer                                                        | 75    |       |
| 5. Juni  | Joseph-Xavier Hornstein           | römisch-katholischer Erzbischof von Bukarest, Rumänien                                                | 65    |       |
| 5. Juni  | Ludwig Magnus zu Pappenheim       | bayerischer Hauptmann und Politiker                                                                   | 43    |       |
| 5. Juni  | Karl Wenders                      | deutscher Bürgermeister und Politiker (Zentrum), MdL, MdR                                             | 64    |       |
| 6. Juni  | Marion Hatton                     | neuseeländische Suffragette und Frauenrechtlerin                                                      | 69    |       |
| 6. Juni  | Ludwig Wahl                       | Administrator der katholischen Jurisdiktionsbezirke in Sachsen, Titularbischof, Apostolischer Vikar   | 73    |       |
| 7. Juni  | Karl Kellner                      | österreichischer Chemiker, Industrieller und Okkultist                                                | 54    |       |
| 7. Juni  | Adolf Mussafia                    | österreichischer Romanist                                                                             | 70    |       |
| 7. Juni  | Charles Steggall                  | britischer Organist und Komponist                                                                     | 79    |       |
| 7. Juni  | Beriah Wilkins                    | US-amerikanischer Politiker                                                                           | 58    |       |
| 8. Juni  | Leopold von Hohenzollern          | Sohn von Karl Anton Fürst von Hohenzollern                                                            | 69    |       |
| 8. Juni  | Henry F. Naphen                   | US-amerikanischer Politiker                                                                           | 52    |       |
| 8. Juni  | Kurt Wachsmuth                    | deutscher Altphilologe                                                                                | 68    |       |
| 9. Juni  | Minna Alken-Minor                 | deutsche Opernsängerin (Alt)                                                                          | 45    |       |
| 10. Juni | Friedrich Heinrich Suso Denifle   | Kirchenhistoriker und Dominikaner                                                                     | 61    |       |
| 11. Juni | Adam Storey Farrar                | britischer Geistlicher der Church of England und Historiker                                           | 79    |       |
| 11. Juni | Ignaz Harrer                      | österreichischer Politiker, Salzburger Bürgermeister                                                  | 78    |       |
| 11. Juni | George E. Seney                   | US-amerikanischer Politiker                                                                           | 73    |       |
| 12. Juni | Václav Vladivoj Tomek             | böhmischer Historiker                                                                                 | 87    |       |
| 13. Juni | Theodoros Deligiannis             | griechischer Ministerpräsident                                                                        | 85    |       |
| 13. Juni | Joseph Karl Ludwig von Österreich | Erzherzog von Österreich und General                                                                  | 72    |       |
| 13. Juni | Nathaniel Meyer von Rothschild    | österreichischer Bankier und Kunstsammler                                                             | 68    |       |
| 13. Juni | Thomas D. Satterwhite             | US-amerikanischer Jurist und Politiker                                                                | 53    |       |
| 13. Juni | Louis Schlottmann                 | deutscher Musiker und Komponist                                                                       | 78    |       |
| 13. Juni | Tippu-Tip                         | arabischer Sklaven- und Elfenbeinhändler                                                              |       |       |
| 14. Juni | Hermann Dannenberg                | deutscher Numismatiker                                                                                | 80    |       |
| 14. Juni | Moritz Ellstätter                 | badischer Minister                                                                                    | 78    |       |
| 14. Juni | Johann von Mikulicz               | deutsch-polnischer Chirurg und Hochschullehrer                                                        | 55    |       |
| 14. Juni | Arthur Tomson                     | britischer Landschafts- und Tiermaler sowie Kunstschriftsteller                                       | 47    |       |
| 15. Juni | Francis Pernoux                   | Schweizer Politiker (FDP)                                                                             | 55    |       |
| 15. Juni | Carl Wernicke                     | deutscher Neurologe und Psychiater                                                                    | 57    |       |
| 15. Juni | Hermann von Wissmann              | deutscher Afrikaforscher                                                                              | 51    |       |
| 16. Juni | Detlev Martens                    | deutscher Arzt und Politiker                                                                          | 58    |       |
| 16. Juni | Heinrich Stamme                   | deutscher Ziegel-Fabrikant, Kunstsammler und Mäzen                                                    | 58    |       |
| 16. Juni | Johann Gottfried Steffan          | Schweizer Maler                                                                                       | 89    |       |
| 17. Juni | Máximo Gómez                      | kubanischer General des Unabhängigkeitskrieges (1868–1898)                                            | 68    |       |
| 17. Juni | Alois Riegl                       | österreichischer Kunsthistoriker                                                                      | 47    |       |
| 18. Juni | Per Teodor Cleve                  | schwedischer Naturforscher und Professor                                                              | 65    |       |
| 18. Juni | Carmine Crocco                    | italienischer Brigant                                                                                 | 75    |       |
| 18. Juni | James Gamble                      | US-amerikanischer Telegrafist, Unternehmer und Autor                                                  | 79    |       |
| 18. Juni | Ambrosius Kienle                  | deutscher Choralforscher, Hymnologe und Reformer der Kirchenmusik                                     | 53    |       |
| 18. Juni | Hermann Lingg                     | deutscher Dichter                                                                                     | 85    |       |
| 19. Juni | Friedrich Marx                    | österreichischer Schriftsteller und Offizier                                                          | 74    |       |
| 21. Juni | Emil Cohn                         | deutscher Verleger                                                                                    | 72    |       |
| 21. Juni | Juan Lindolfo Cuestas             | uruguayischer Politiker, Präsident von Uruguay                                                        | 68    |       |
| 21. Juni | Norbert Pfretzschner senior       | österreichischer Erfinder einer Trockenplatte und Politiker                                           | 88    |       |
| 22. Juni | Johann Kießling                   | deutscher Pädagoge, Physiker und Meteorologe                                                          | 66    |       |
| 22. Juni | Francis Lubbock                   | US-amerikanischer Politiker und 9. Gouverneur von Texas                                               | 89    |       |
| 22. Juni | Ludwig Roloff                     | deutscher Pädagoge, Journalist und 1848/49 Mitglied der Mecklenburgischen Abgeordnetenversammlung     | 90    |       |
| 23. Juni | William Thomas Blanford           | englischer Geologe, Zoologe und Naturforscher                                                         | 72    |       |
| 23. Juni | Julius von Zenetti                | bayerischer Regierungspräsident, Ministerialrat und Landrat                                           | 82    |       |
| 24. Juni | David Williamson Carroll          | US-amerikanischer Jurist, Politiker und Offizier                                                      | 89    |       |
| 25. Juni | Augustus Gregory                  | australischer Entdecker                                                                               | 85    |       |
| 26. Juni | Max Hirsch                        | deutscher Verlagsbuchhändler, Mitbegründer der Gewerkvereine, Publizist und Politiker (DFP, DFG), MdR | 72    |       |
| 26. Juni | Franz Overbeck                    | evangelischer Theologe, Kirchenhistoriker, Freund von Friedrich Nietzsche                             | 67    |       |
| 26. Juni | Janko Veselinović                 | serbischer Schriftsteller                                                                             | 43    |       |
| 27. Juni | Harold Mahony                     | irischer Tennisspieler                                                                                | 38    |       |
| 28. Juni | Karl Behm                         | deutscher Genre- und Porträtmaler                                                                     | 47    |       |
| 28. Juni | Stephan Steinberger               | bayerischer Bergsteiger und Kapuziner                                                                 | 71    |       |
| 28. Juni | Viktor von Tepper-Laski           | deutscher Politiker, MdR, Regierungspräsident in Wiesbaden und in Köslin                              | 60    |       |
| 28. Juni | Ludwig Tesdorpf                   | deutscher Mechaniker, Ingenieur und Unternehmer                                                       | 48    |       |
| 29. Juni | Gustav Calame                     | deutscher Reichsgerichtsrat                                                                           | 74    |       |
| 30. Juni | Hugh Boyle Ewing                  | US-amerikanischer General und Diplomat                                                                | 78    |       |
| 30. Juni | Friedrich Ladegast                | deutscher Orgelbaumeister                                                                             | 86    |       |
| 30. Juni | George Washington Peck            | US-amerikanischer Politiker                                                                           | 87    |       |